# Our Time (film)
Our Time este un film dramatic din 1974 regizat de Peter Hyams.

## Prezentare
În 1955 au existat câteva lucruri pe care o școală de fete la modă NU le-a predat.

## Distribuție
- Pamela Sue Martin ca Abigail (Abby) Reed
- Betsy Slade ca Muffy
- Parker Stevenson ca Michael
- George O'Hanlon Jr. ca Malcolm
- Karen Balkin ca Laura
- Debralee Scott ca Ann Alden
- Nora Heflin ca Emmy
- Kathryn Holcomb ca Helen Connery
- Roderick Cook ca Headmaster
- Edith Atwater ca Mrs. Margaret Pendleton
- Marijane Maricle ca Miss Picard
- Meg Wyllie ca Nurse
- Mary Jackson ca Miss Moran
- Carol Arthur ca Gym Teacher
- Hope Summers ca Biology Teacher